# Зли мртви: Буђење
Зли мртви: Буђење (енгл. Evil Dead Rise) је амерички натприродни хорор филм из 2023. године, режисера и сценаристе Лија Кронина. Пети је филм у серијалу Зла смрт. Главне улоге тумаче Лили Саливан и Алиса Садерланд као две отуђене сестре које покушавају да преживе и спасу своју породицу од злих мртвих. Морган Дејвис, Габријел Еколс и Нел Фишер (у свом филмском дебију) појављују се у споредним улогама.
Развоју филма претходили су напуштени планови за директне наставке Зле смрти (2013) и Армије таме (1992), као и четврту сезону серије Еш против злих мртваца (2015–2018). До октобра 2019. године, Сем Рејми је најавио да је нови филм у развоју, са Робом Тапертом као продуцентом, њим и Брусом Кембелом као извршним продуцентима, а Кронином задуженим за режију и сценарио. New Line Cinema (дистрибутер првог филма) најављен је као продуцентска кућа. Филм је сниман на Новом Зеланду од јуна до октобра 2021. године. Филм је првобитно требало да буде премијерно приказан на стриминг сервису HBO Max, али дистрибутер Warner Bros. Pictures одлучио је да га прво објави у биоскопима након позитивних пробних пројекција.
Филм је премијерно приказан 15. марта 2023. у Остину, док је у америчким биоскопима објављен 21. априла исте године. Добио је углавном позитивне критике критичара и зарадио је преко 146 милиона долара широм света у односу на буџет од 15−19 милиона долара, што га чини филмом са највећом зарадом у серијалу.

## Радња
Рођаке Тереза и Џесика, са Џесикиним новим дечком Кејлебом, проводе одмор у колиби поред језера када наизглед болесна Џесика скалпира Терезу и обезглави Кејлеба, након чега левитира изнад језера.
Дан раније, узнемирена сазнањем да је трудна, техничарка за гитаре Бет посећује своју сестру Ели, мајстора за тетоваже и самохрану мајку Денија, Бриџит и Кеси, у Лос Анђелесу. Њихову зграду потресе земљотрес док су деца на подземном паркингу, откривајући скривену одају. Дени је истражује, налазећи верске артефакте, три грамофонске плоче из 1923. и необичну књигу коју носи у своју собу, верујући да би могао да је прода и искористи новац да помогне Ели. Слушајући почетак плоче, сазнаје да су свештеници одбили да истраже књигу, за коју је откривено да је један од три тома Натуром Демонта. Следећи снимак открива да је један свештеник наставио своје истраживање у тајности и он рецитује загонетку која призива демонске ентитете познате као Зли мртви.
Струја у згради нестаје и изоловану Ели напада и опседа невидљива сила. Она се враћа у стан у трансу, претећи својој породици, и умире након што тражи од Бет да заштити њену децу. Бет и Елине комшије је остављају да почива у својој спаваћој соби и траже излаз. Откривају да се степениште урушило, да је лифт оштећен и да не могу да приступе пожарним степеницама, након чега Ели оживи и нападне породицу, ранивши Бриџит. Бет и деца закључавају Ели испред стана након што она нападне и масакрира комшије.
Дени признаје Бет да је нашао Натуром Демонто, а Ели на превару натера Кеси да откључа врата пре него што је нападне. Док су Дени и Бет ометени спасавајући Кеси и закључавајући Ели, Бриџит постаје опседнута преко своје ране. Бриџит напада Бет пре него што се окрене против Денија и Кеси, који јој нехотице кроз главу пробијају сломљену дршку метле.
Бет слуша трећу плочу да би разумела како да савлада мртве, али сазнаје да свештеник није успео и да су сви његови савезници били опседнути, при чему је само потпуно уништење домаћина зауставило мртве. Бриџит оживљава и смртно рани Денија, који запали Бриџит пре него што умре, док се Ели инфилтрира у стан користећи вентилациони отвор. Схвативши да је Бет трудна, Ели покушава да ишчупа фетус из ње, али Бет и Кеси успевају да је онеспособе маказама. Ели не успева да емоционално изманипулише Кеси која прихвата да њене мајке више нема.
Дени и лешеви комшија су опседнути, што наводи Бет и Кеси да се склоне у оштећени лифт. Ели, Бриџит и Дени се стапају у створење са више удова и пењу се на лифт и нападају их док се лифт пуни крвљу. Комбинована тежина узрокује да се лифт стрмоглави у приземље, омогућавајући Бет и Кеси да побегну на паркинг. Створење хвата Кеси и покушава да јој одсече главу моторном тестером, али Бет се враћа и одвлачи је, те она и Кеси уништавају створење гурнувши га у дробилицу за дрва. Елина обезглављена глава исмејава Бет, говорећи јој да ће бити неуспешна као мајка, што ову наводи да је шутне у дробилицу. Бет и Кеси заједно беже из зграде.
Следећег јутра, Џесика, крећући на одмор, долази на паркинг, где је напада невидљива сила.

## Улоге
| Глумац                | Улога          |
| --------------------- | -------------- |
| Лили Саливан          | Бет            |
| Алиса Садерланд       | Ели            |
| Морган Дејвис         | Дени           |
| Габријел Еколс        | Бриџит         |
| Нел Фишер             | Кеси           |
| Ричард Крушли         | Кејлеб         |
| Мирабај Пиз           | Тереза         |
| Ана-Мари Томас        | Џесика         |
| Џејден Данијелс       | Габријел       |
| Били Рејнолдс-Макарти | Џејк           |
| Тај Вано              | Скот           |
| Марк Мичинсон         | господин Фонда |
| Ноа Пол               | Брус           |